# Aliens: Infestation
Pour les articles homonymes, voir Alien.
Aliens: Infestation est un jeu vidéo de type run and gun développé par WayForward Technologies et Gearbox Software, édité par Sega en 2011 sur Nintendo DS.

## Accueil
- Jeuxvideo.com : 14/20[1]